# Muzeum Lalek w Pilźnie
Muzeum Lalek w Pilźnie – prywatne muzeum położone w Pilźnie. Powstało na bazie Pracowni Artystycznej „Kasia”, zajmującej się projektowaniem i szyciem strojów na gotowe korpusy lalek.
Pracownia Artystyczna „Kasia”, prowadzona przez nauczycielkę Zofię Gągała-Bohaczyk, rozpoczęła działalność w roku 1981. Produkowane w pracowni stroje ukierunkowane były na odzwierciedlanie wzorów historycznych i etnograficznych. Jednocześnie właścicielka pracowni podczas uczestnictwa w międzynarodowych imprezach oraz prywatnych podróży rozpoczęła gromadzenie kolekcji, która dała początek zbiorom muzeum.
Z upływem czasu pracownia przekształciła się w kompleks muzealny i kulturalno-edukacyjny. W roku 1998 zmieniła nazwę na Muzeum Lalek. W roku 2003 uzyskała status muzeum, pozostając nadal prywatnym przedsiębiorstwem o charakterze gospodarczym.
W ramach stałych wystaw muzeum prezentowane są ekspozycje:
- Co potrzeba, żeby powstała lalka?, ukazująca proces powstawania lalek
- Zabawki babci, mamy i moje – wystawa lalek antycznych w scenerii z epoki
- Jak pory roku po świecie wędrują, czyli rzecz o przemijaniu wraz ze scenami z lektur dla młodszych klas szkoły podstawowej
- Lalki polskie – wystawa lalek, które powstały w manufakturach muzealnych
- Lalki Japonii – kolekcja oryginalnych lalek japońskich.

Ponadto placówka oferuje wystawy do wypożyczenia, których tematyką są m.in. bajki Jeana de La Fontaine, Hansa Christiana Andersena, braci Grimm, osoba Jana Pawła II, dawne stroje oraz postacie polskich polityków.
Przy muzeum działają manufaktury: kwiaciarska, modniarska, kaletnicza, szewska, hafciarska, ceramiczna i stolarstwa artystycznego. Organizowane są również lekcje muzealne. Przy muzeum działa sklep oferujący wyroby pracowni.
Muzeum jest obiektem całorocznym, czynnym od poniedziałku do piątku. Wstęp jest płatny.
W 2000 roku otwarto filię muzeum w Lipinach (obok „Gospody u Wiedźmy”). Mieści się w niej miniaturowa wieś, inspirowana powieścią Chłopi Władysława Reymonta oraz Ogród Bajek.